# ناصر جان معصومی
ناصر جان معصومی (۱۹۱۵-۱۹۷۴) ادب‌پژوه تاجیکستانی است.
او از مهم‌ترین ادبیات‌شناسان تاجیک در قرن بیستم است و نقش مهمی در معرفی ادبیات فارسی و ادبیات روسی در تاجیکستان داشته‌است.